# Megrez
Megrez (delta Ursae Majoris) is een ster in het sterrenbeeld Grote Beer (Ursa Major).
De ster staat ook bekend als Kaffa in Becvar en maakt deel uit van de Siriusgroep.